# Lorenz Jäger
Lorenz Jäger (Jaeger) (23 de setembro de 1892 - 1 de abril de 1975) foi um cardeal alemão da Igreja Católica Romana que serviu como arcebispo de Paderborn de 1941 a 1973, e foi elevado ao cardinalato em 1965.

## Biografia
Lorenz Jaeger nasceu em Halle e estudou na Academia de Paderborn e na Universidade de Munique. Ordenado em 1 de abril de 1922, ele então fez trabalho pastoral em Paderborn até 1926. Ele lecionou em Studenrat Herne em Westphalia (1926-1933) e em Hindenburg Realgymnasium em Dortmund (1933-1939). Durante a Segunda Guerra Mundial, ele serviu como capelão militar de 1939 a 1941.
Em 10 de agosto de 1941, Jaeger foi nomeado arcebispo de Paderborn pelo Papa Pio XII. Ele recebeu sua consagração episcopal em 19 de outubro do Arcebispo Cesare Orsenigo, com os bispos Joseph Machens e Augustus Baumann servindo como co-consagradores. De 1962 a 1965, Jaeger participou do Concílio Vaticano II, com Heribert Mühlen servindo como seu perito, ou especialista teológico. O Arcebispo afirmou que a Igreja havia chegado ao "fim da era de Constantino " e precisavaatualizar a apresentação de seus ensinamentos com o passar do tempo.
O Papa Paulo VI criou-o Cardeal Sacerdote de San Leone I no consistório de 22 de fevereiro de 1965. Jäger mais tarde sentou-se na comissão de cardeais encarregados de examinar o Catecismo holandês para a ortodoxia teológica. Ao atingir a idade de 80 anos, em 23 de setembro de 1972, ele perdeu o direito de participar de quaisquer conclaves papais futuros, uma oportunidade que ele nunca recebeu. O cardeal renunciou ao cargo de arcebispo de Paderborn em 30 de junho de 1973, após trinta e um anos de serviço.
Um ecumenista dedicado, Jäger fundou o Instituto Ecumênico Johann Adam Möhler (em homenagem ao teólogo alemão) e ajudou a estabelecer, junto com Augustin Bea, o Secretariado para a Pontifício Conselho para a Promoção da Unidade dos Cristãos na Cúria Romana.
Jäger morreu em Paderborn, aos 82 anos. Ele está enterrado na Catedral de Paderborn.

## Link Externo
- Cardinals of the Holy Roman Church
- Catholic-Hierarchy